# Guillemette de Grandson
Guillemette de Grandson, dite aussi de Gruyère après son mariage, morte en 1309, est une aristocrate et bienfaitrice du XIIIe siècle, issue de la famille de Grandson. En raison de son mariage avec le fils du comte de Gruyère, elle obtient la régence du comté, portant notamment le titre de comtesse, à partir de 1291.

## Biographie

### Origines
La date de naissance de Guillemette ou Guillermette (Guillemeta) de Grandson n'est pas connue. Elle est mentionnée pour la première fois en 1267. Elle est la fille de Pierre Ier (mort entre 1257 et 1263), chevalier, de la famille de Grandson, et d'Agnès [de Chiny] (?). Elle est du côté maternelle, la petite fille du comte Ulrich III de Neuchâtel.
Issue d'une fratrie de neuf enfants, elle a notamment pour frères : Othon Ier et Guillaume, qui font carrière en Angleterre ; Gérard, évêque de Verdun (1275-1278) ; et d'Henri, évêque de Verdun (1278-1286).

### Mariage
Avant 1267, elle est mariée à Pierre de Gruyère, dit le Jeune. Ce dernier est le fils du comte Pierre II et comme aîné il a obtenu la seigneurie de Montsalvens, d'où le nom de Pierre II ou III de Montsalvens (Montsalvan). Le couple a deux fils, Rodolphe et Pierre. Rodolphe hérite de la seigneurie de Montsalvens.
Elle est ainsi mentionnée pour la première fois, aux côtés de son mari, lors d'une donation à l'abbaye d'Hauterive, en mars 1267 (Petri filii nostri et Willermete uxoris).
Pierre le Jeune meurt en 1283. Son beau-père, le comte Pierre II, vieillissant, elle est amenée à gouverner le comté de Gruyère à partir de 1290/1291. Elle porte, dans la documentation, le titre de comtesse de Gruyère, à partir de 1291.
En 1307, elle fonde avec son fils Pierre III la chartreuse de la Part-Dieu,. Le monastère prendra d'ailleurs les armes de la maison de Gruyère. Elle fait plusieurs donations à l'abbaye d'Humilimont et au prieuré de Rougemont.
La dernière mention de Guillemette remonte à l'année 1309,. Selon Hisely (1855), elle semble mourir après le 24 octobre de cette même année. L'hypothèse repose sur le nécrologe de l'église Saint-Théodule de Gruyère qui enregistre la mort de Wuilliermeta comitissa Gruerie le « IX Kal Nov ».

## Aumônière
Le Musée gruérien, Bulle, conserve une aumônière ou bourse armoriale, attribuée à Guillemette de Gruyère,.